# Samuel Kadje
Samuel Kadje (* 7. Mai 1990 in Lille, Frankreich) ist ein französischer Profiboxer im Cruisergewicht und aktueller ungeschlagener belgischer Meister. Er wird von Filiep Tampere gemanagt.

## Karriere
Am 3. März 2015 gab Kadje sein Profidebüt und bezwang dabei Ishan Lamar durch technischen Knockout in der vierten Runde.
Im März des Jahres 2018 trat er in der Stadthalle Gütersloh gegen den Griechen Evgenios Lazaridis (Bilanz 12-1-0) um den vakanten internationalen deutschen Meistertitel des Verbandes Bund Deutscher Berufsboxer (kurz BDB) an und gewann durch klassischen K.o. in Runde fünf.
Nur zwei Monate später traf Kadje auf den Belgier Laszlo Penzes (Bilanz 8-1-0). In diesem Kampf ging es um die vakante belgische Meisterschaft. Kadje schlug Penzes bereits in der ersten Runde schwer k.o.